# Bibliothèque juive contemporaine
 (février 2019).
La bibliothèque juive contemporaine est une bibliothèque qui était située au 23 rue de Cléry à Paris. Elle hébergeait les activités du Medical and Scientific Committee for Soviet Jewry (MSCSJ), litt.« comité médical et scientifique pour la communauté juive soviétique », qui menait des actions politiques en faveur des Juifs soviétiques,.